# Megalopyge
Megalopyge är ett släkte av fjärilar. Megalopyge ingår i familjen Megalopygidae.

## Bildgalleri

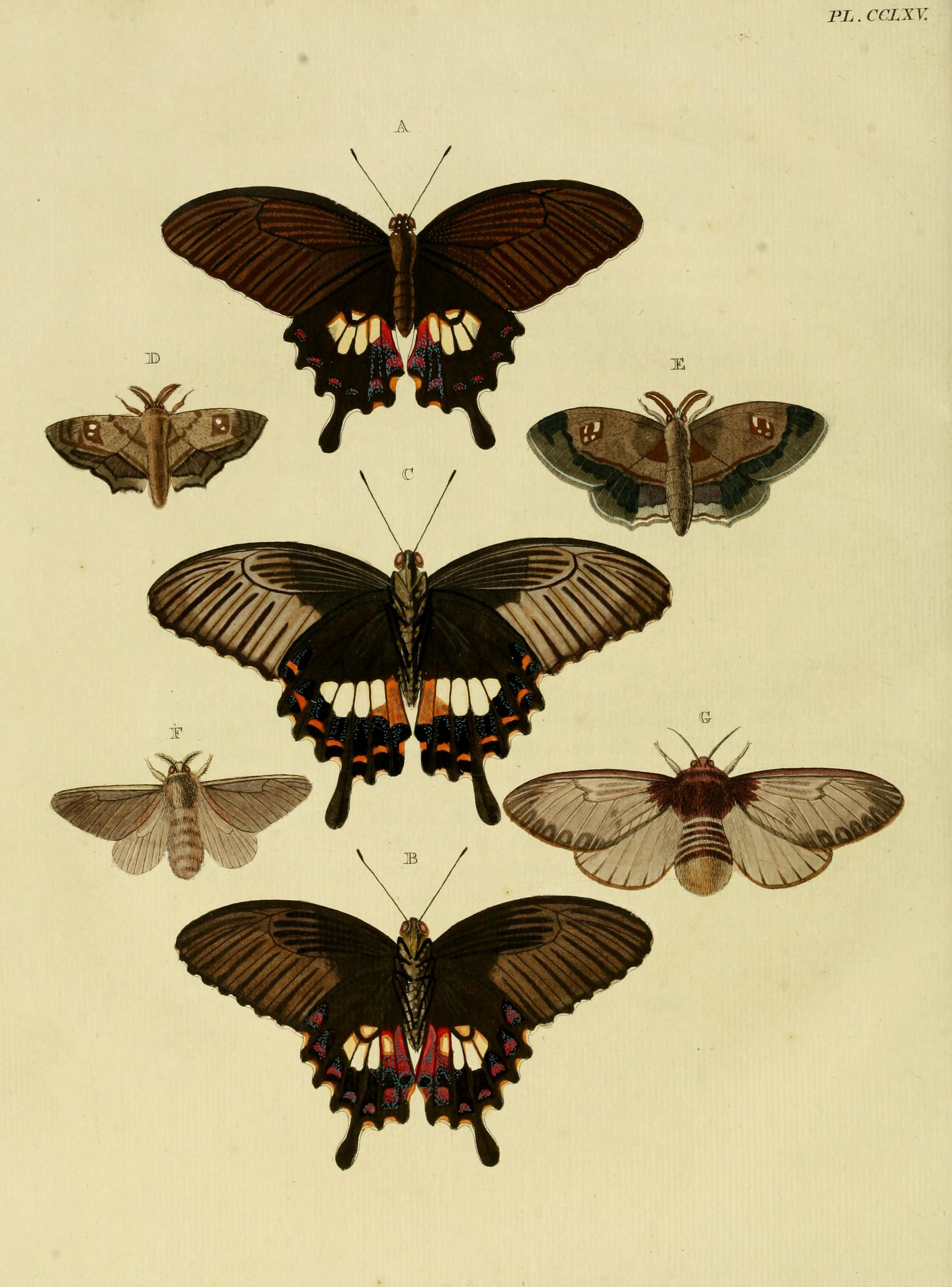
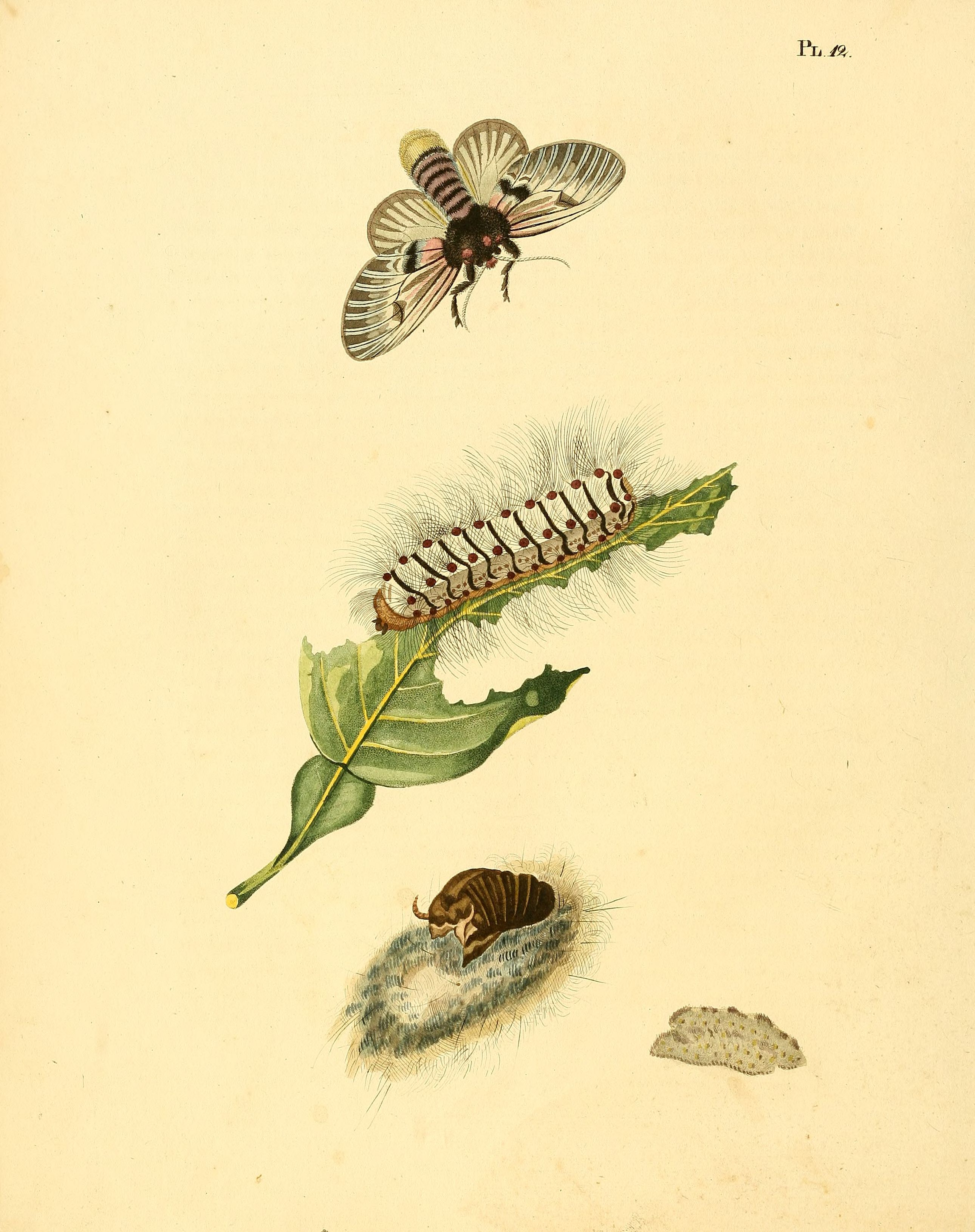
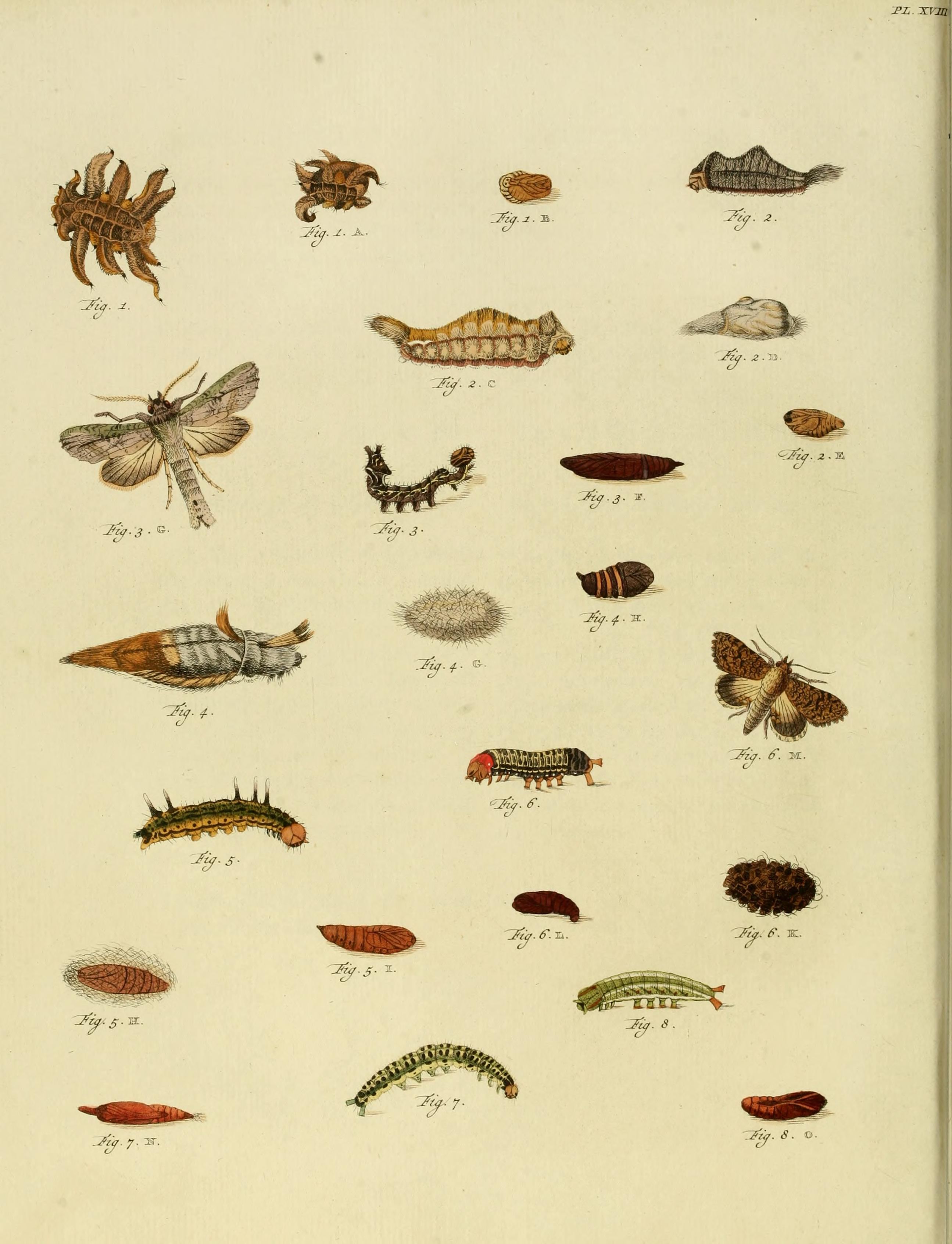
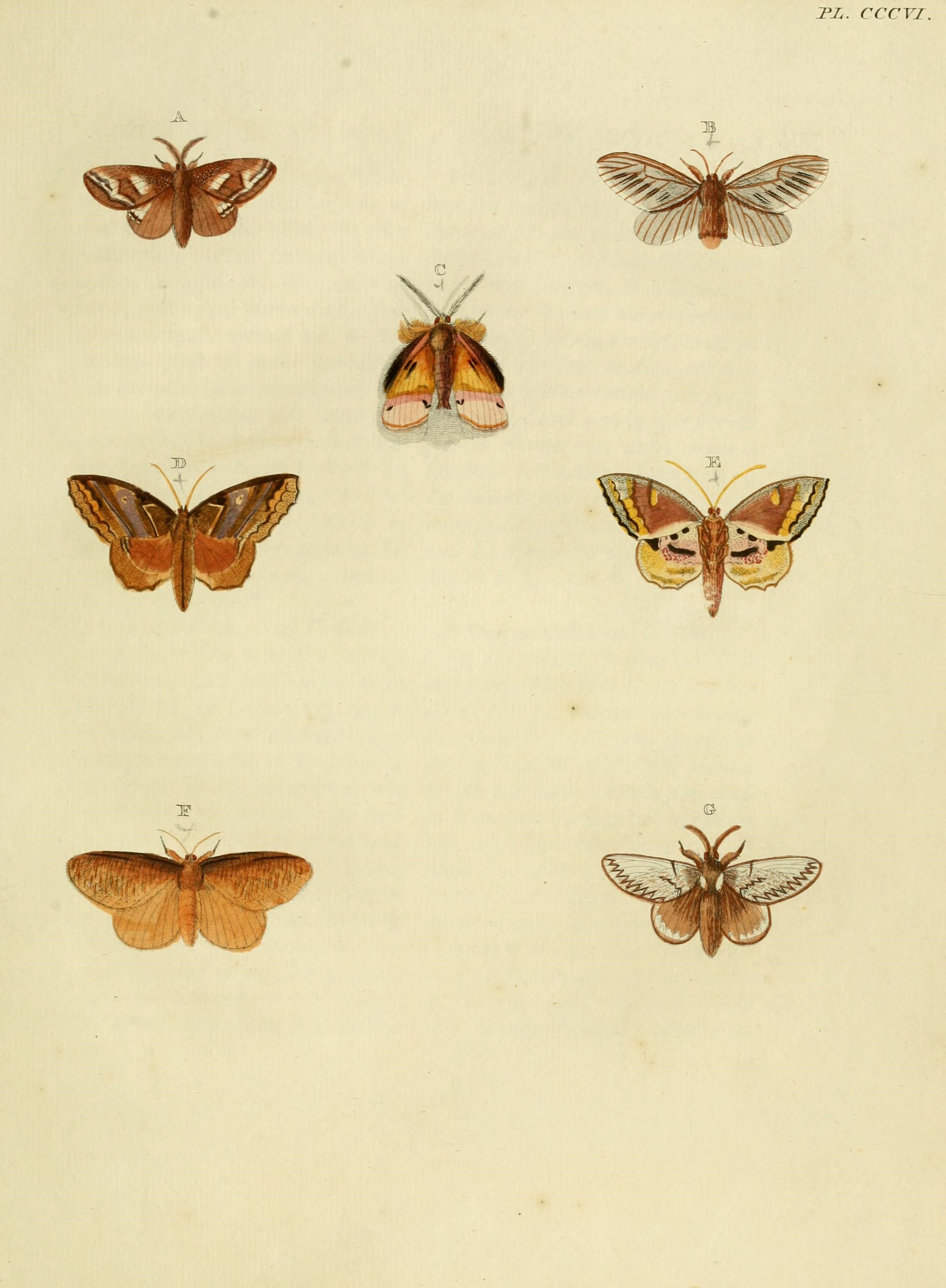
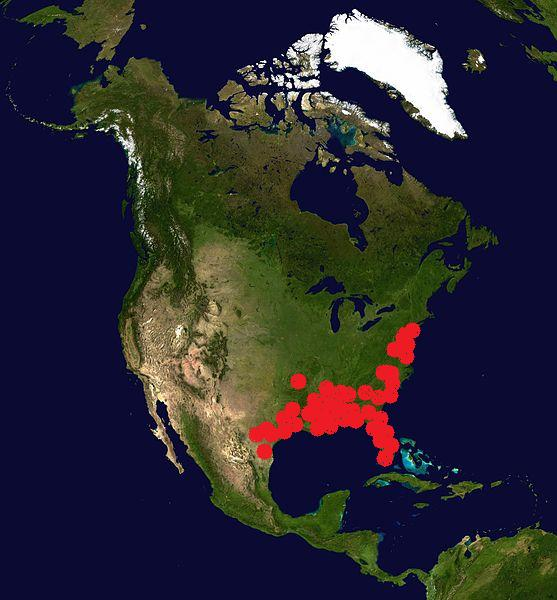
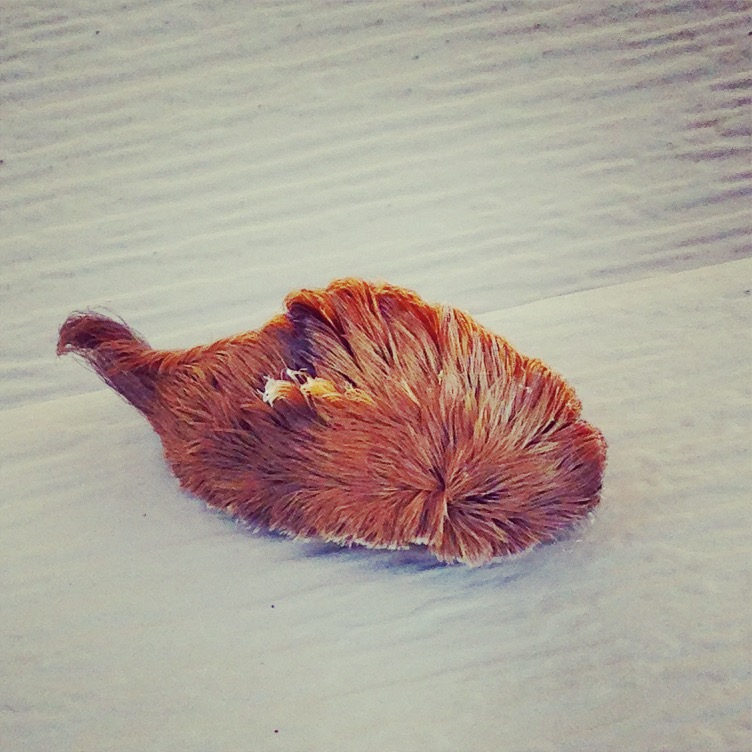

## Dottertaxa tillMegalopyge, i alfabetisk ordning[1]
- Megalopyge affinis
- Megalopyge agdamea
- Megalopyge agesistrata
- Megalopyge albicollis
- Megalopyge albizona
- Megalopyge amita
- Megalopyge amitina
- Megalopyge apicalis
- Megalopyge aricia
- Megalopyge basigutta
- Megalopyge bissesa
- Megalopyge braulio
- Megalopyge briseis
- Megalopyge brunneipennis
- Megalopyge chacona
- Megalopyge chrysocoma
- Megalopyge citri
- Megalopyge codiopteris
- Megalopyge costaricensis
- Megalopyge crispata
- Megalopyge cyrtota
- Megalopyge defoliata
- Megalopyge dyari
- Megalopyge fasciata
- Megalopyge flavivertex
- Megalopyge fuliginosa
- Megalopyge govana
- Megalopyge grandis
- Megalopyge grisea
- Megalopyge heteropuncta
- Megalopyge hina
- Megalopyge hyalina
- Megalopyge immaculata
- Megalopyge inca
- Megalopyge incachaca
- Megalopyge krugii
- Megalopyge lacyi
- Megalopyge lampra
- Megalopyge lanata
- Megalopyge lanceolata
- Megalopyge lanuginosa
- Megalopyge lapena
- Megalopyge lecca
- Megalopyge loanus
- Megalopyge megalopygae
- Megalopyge melaina
- Megalopyge multicollis
- Megalopyge nuda
- Megalopyge obscura
- Megalopyge opercularis
- Megalopyge ornata
- Megalopyge ovata
- Megalopyge partheniata
- Megalopyge pellita
- Megalopyge perseae
- Megalopyge peruana
- Megalopyge pixidifera
- Megalopyge radiata
- Megalopyge ravida
- Megalopyge salebrosa
- Megalopyge sevarina
- Megalopyge subcitrina
- Megalopyge superba
- Megalopyge tharops
- Megalopyge torva
- Megalopyge trossula
- Megalopyge trujillina
- Megalopyge trujillo
- Megalopyge undulata
- Megalopyge urens
- Megalopyge uruguayensis
- Megalopyge victoriana
- Megalopyge vipera
- Megalopyge vulpina
- Megalopyge xanthopasa